# Emma Rafowicz
Emma Rafowicz (nascida a 24 de Junho de 1995) é uma política francesa do Partido Socialista (PS). Foi eleita membro do Parlamento Europeu em 2024. Em França desempenha funções como presidente do Movimento Jovem Socialista e vereadora municipal do 11.º arrondissement de Paris, após ter servido como vice-prefeita de 2020 a 2024.

## Juventude e carreira
Envolveu pela primeira vez na política aos 15 anos e ingressou no Partido Socialista em 2011, após as reformas das pensões de 2010.